# 1988年ソウルオリンピックのケニア選手団
1988年ソウルオリンピックのケニア選手団（1988ねんソウルオリンピックのケニアせんしゅだん）は、1988年9月17日から10月2日にかけて韓国のソウルで開催された1988年ソウルオリンピックのケニア選手団、およびその競技結果。

## 概要
今大会は金メダル5個、銀メダル2個、銅メダル2個の合計9個のメダルを獲得した。

## メダル
| メダル | 選手名               | 競技       | 種目             |
| ------ | -------------------- | ---------- | ---------------- |
| 金     | ポール・エレング     | 陸上       | 男子800m         |
| 金     | ピーター・ロノ       | 陸上       | 男子1500m        |
| 金     | ジョン・ヌグギ       | 陸上       | 男子5000m        |
| 金     | ジュリアス・カリウキ | 陸上       | 男子3000m障害    |
| 金     | ロバート・ワンギラ   | ボクシング | 男子ウェルター級 |
| 銀     | ダグラス・ワキウリ   | 陸上       | 男子マラソン     |
| 銀     | ピーター・コエチ     | 陸上       | 男子3000m障害    |
| 銅     | クリス・サンデ       | 陸上       | 男子10000m       |
| 銅     | ロバート・ワンギラ   | ボクシング | 男子ミドル級     |